# Wołodymyr Bezzubjak
Wołodymyr Josypowycz Bezzubjak, ukr. Володимир Йосипович Беззуб’як, ros. Владимир Иосифович Безубяк, Władimir Iosifowicz Biezubiak (ur. 23 marca 1957 we Lwowie) – ukraiński piłkarz, grający na pozycji napastnika, trener piłkarski.

## Kariera piłkarska

### Kariera klubowa
Wychowanek Szkoły Sportowej we Lwowie. Pierwsi trenerzy Stepan Nyrko i Jarosław Kanycz. W 1980 rozpoczął karierę piłkarską w lwowskich Karpatach. Kiedy na początku 1982 odbyła się fuzja z SKA Lwów postanowił opuścić lwowski klub. Potem bronił barw Podilla Chmielnicki i Awtomobilista Lwów. W 1985 zakończył karierę piłkarską.

## Kariera trenerska
Po ukończeniu Lwowskiego Państwowego Instytutu Kultury Fizycznej (LDIFK) w latach 1982-1985 pracował jako wykładowca na wydziale piłki nożnej w Instytucie oraz szkolił młodych piłkarzy. Od 1985 przez 10 lat trenował dzieci w Sportowej Szkole Karpaty Lwów. Potem pracował w Szkole Kultury Fizycznej we Lwowie (UFK). W czerwcu 2002 stał na czele trzeciej drużyny Karpat, a od września 2002 na czele klubu Hałyczyna-Karpaty Lwów. Od lipca 2004 do maja 2005 prowadził drugą drużynę Karpat. Następnie pomagał trenować Karpaty Lwów. 5 października 2012 powrócił do Szkoły Sportowej Karpat. 18 stycznia 2016 stał na czele pierwszej drużyny Karpat, w którym pracował jako starszy trener do końca maja 2016.